# 新竹堇菜
新竹堇菜（学名：Viola shinchikuensis）为菫菜科堇菜属下的一个种。

## 扩展阅读
- 維基物種上的相關：新竹堇菜